# Lista najbardziej zaludnionych obszarów metropolitalnych w Peru

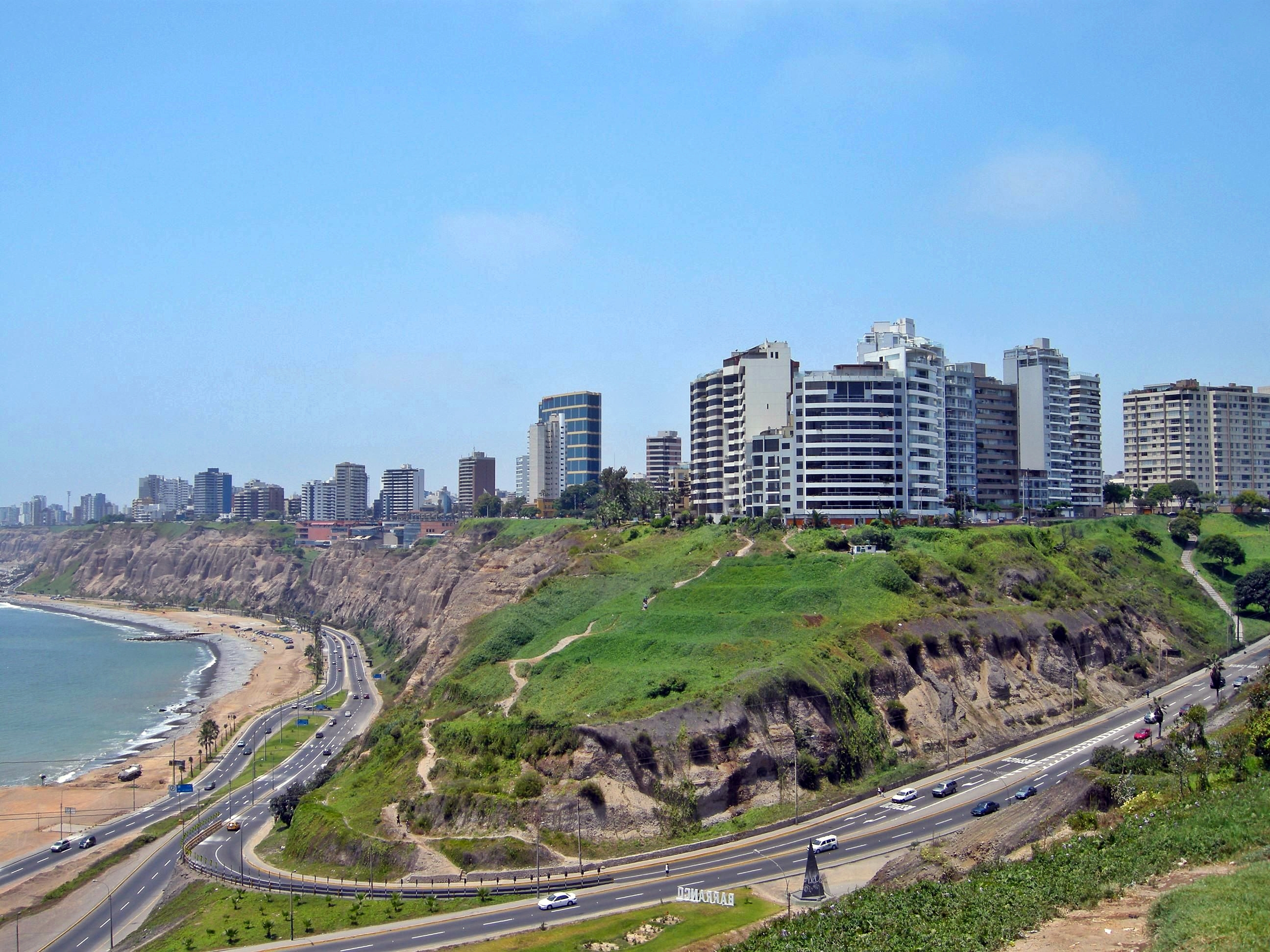
Lima

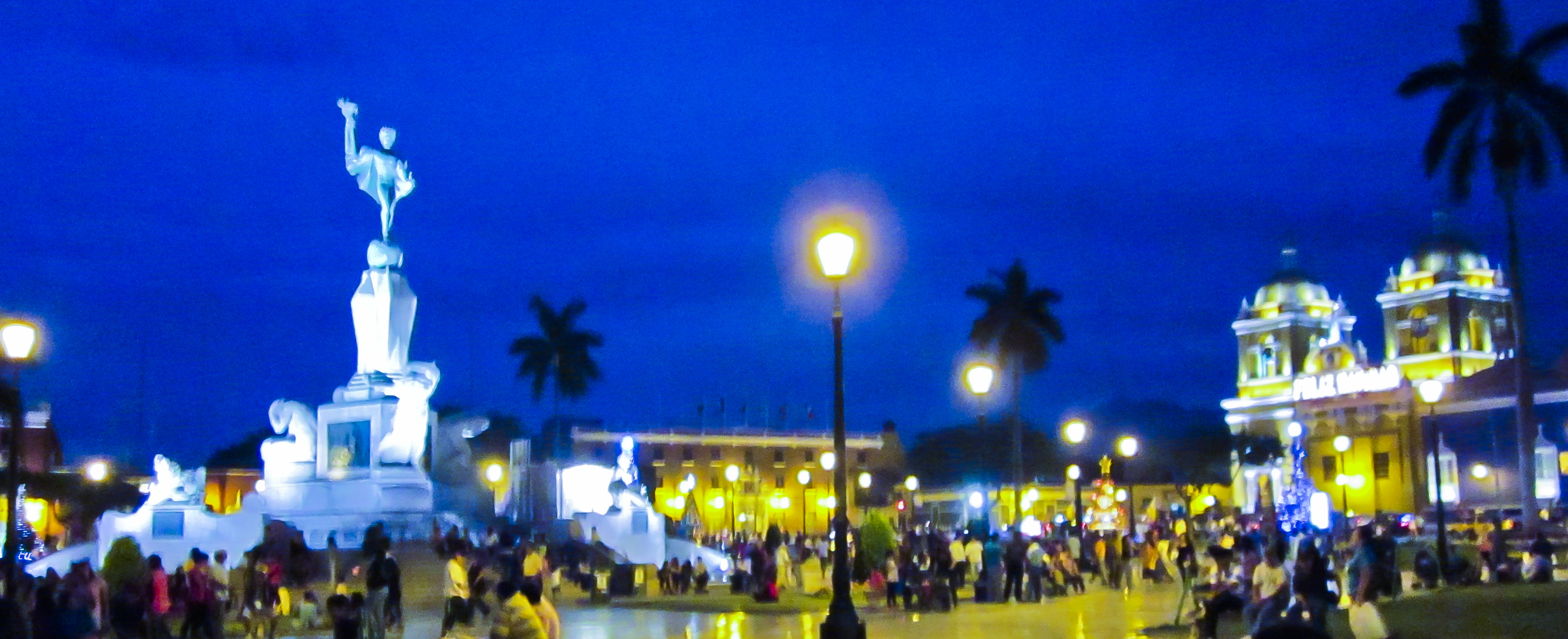
Trujillo

Poniżej znajduje się lista z najbardziej zaludnionych obszarów metropolitalnych w Peru, z ponad 250 000 mieszkańców. Należy pamiętać, że populacje obszarów metropolitalnych to kombinacja dużego miasta dużych i wielu mniejszych miastach satelitarnych. Zobacz też Miasta Peru.
| # | Obszar metropolitalny | Region      | Metropolitalny Populacja (2014) |
| - | --------------------- | ----------- | ------------------------------- |
| 1 | Lima                  | Lima        | 9.735.587                       |
| 2 | Trujillo              | La Libertad | 935.147                         |
| 3 | Arequipa              | Arequipa    | 909.955                         |
| 4 | Chiclayo              | Lambayeque  | 801.580                         |
| 6 | Piura                 | Piura       | 510.488                         |
| 7 | Iquitos               | Loreto      | 467.493                         |
| 8 | Cusco                 | Cusco       | 427.974                         |
| 9 | Chimbote              | Ancash      | 378.358                         |
| 5 | Huancayo              | Junín       | 362.716                         |

## Struktura
- Lima: jest utworzony przez 43 miast dzielnic Limy województwa oraz 6 dzielnic Callao prowincji, co daje w sumie 49 dzielnic.

- Trujillo: Trujillo, La Esperanza, El Porvenir, Víctor Larco, Florencia de Mora, Huanchaco, Moche, Salaverry and Laredo.

- Arequipa: Arequipa, Alto Selva alegre, Cayma, Cerro colorado, Jacobo hunter, José Luís Bustamante y Rivero, Mariano Melgar, Miraflores, Paucarpata, Sabandia, Sachaca, Socabaya, Tiabaya Yanahuara, Characato, Uchumayo, Mollebaya, Quequeña and  Yura.

- Chiclayo: Chiclayo, Eten, Leonardo Ortiz, La Victoria,  Monsefú,  Pimentel, Pomalca, Puerto Eten, Reque, Santa Rosa, Lambayeque and  San José.

- Piura: Piura, Castilla, Catacaos.

- Cusco: San Jerónimo, Cusco, Santiago, Wanchaq, San Sebastián.

- Huancayo: Huancayo, el Tambo, Chilca.

- Iquitos: Iquitos, Punchana, San Juan Bautista, Belén.

- Chimbote: Chimbote, Nuevo Chimbote, Coishco.

## Szkolenie
- Lima:49 districten van de provincies Lima en Callao.

- Trujillo: Trujillo, La Esperanza, El Porvenir, Víctor Larco, Florencia de Mora, Huanchaco, Moche, Salaverry and Laredo

| szkolenie            | populacji 2014 |
| -------------------- | -------------- |
| Trujillo             | 317.893        |
| Víctor Larco Herrera | 63.317         |
| Florencia de Mora    | 41.950         |
| Huanchaco            | 64.957         |
| Moche                | 35.074         |
| Salaverry            | 17.633         |
| Laredo               | 35.200         |
| El Porvenir          | 180.716        |
| La Esperanza         | 179.407        |
| Total                | 935,147        |

- Arequipa: Arequipa, Alto Selva alegre, Cayma, Cerro colorado, Jacobo hunter, José Luís Bustamante y Rivero, Mariano Melgar, Miraflores, Paucarpata, Sabandia, Sachaca, Socabaya, Tiabaya Yanahuara, Characato, Uchumayo, Mollebaya, Quequeña and  Yura.

| szkolenie                     | populacji 2014 |
| ----------------------------- | -------------- |
| Arequipa                      | 55.264         |
| Alto Selva alegre             | 81.445         |
| Cayma                         | 89.793         |
| Cerro Colorado                | 143.772        |
| Jacobo Hunter                 | 48.247         |
| José Luís Bustamante y Rivero | 77.019         |
| Mariano Melgar                | 52.837         |
| Miraflores                    | 49.160         |
| Paucarpata                    | 124.701        |
| Sabandia                      | 4.095          |
| Sachaca                       | 19.390         |
| Socabaya                      | 75.797         |
| Tiabaya                       | 14.823         |
| Yanahuara                     | 25.242         |
| Characato                     | 8.947          |
| Uchumayo                      | 12.246         |
| Yura                          | 24.007         |
| Mollebaya                     | 1.809          |
| Quequeña                      | 1.361          |
| Total                         | 909.955        |

- Chiclayo: Chiclayo, Eten, Leonardo Ortiz, La Victoria,  Monsefú,  Pimentel, Pomalca, Puerto Eten, Reque, Santa Rosa, Lambayeque and  San José.

| szkolenie      | populacji 2014 |
| -------------- | -------------- |
| Chiclayo       | 289.956        |
| Eten           | 10.672         |
| Leonardo Ortiz | 190.388        |
| La Victoria    | 89.499         |
| Monsefú        | 31.880         |
| Pimentel       | 42.870         |
| Pomalca        | 25.229         |
| Puerto Eten    | 2.194          |
| Reque          | 14.736         |
| Santa Rosa     | 12.551         |
| Lambayeque     | 75.905         |
| San José       | 15.700         |
| Total          | 801.580        |

- Piura: Piura, Castilla, Catacaos.

| szkolenie | populacji 2014 |
| --------- | -------------- |
| Piura     | 297.062        |
| Castilla  | 141.175        |
| Catacaos  | 72,251         |
| Total     | 510.488        |

- Iquitos: Iquitos, Punchana, San Juan Bautista, Belén.

| szkolenie         | populacji 2014 |
| ----------------- | -------------- |
| Iquitos           | 153.357        |
| Belén             | 75.593         |
| Punchana          | 90.071         |
| San Juan Bautista | 148.472        |
| Total             | 467.493        |

- Cusco: San Jerónimo, Cusco, Santiago, Wanchaq, San Sebastián.

| szkolenie     | populacji 2014 |
| ------------- | -------------- |
| Cusco         | 118.322        |
| San Jerónimo  | 45.236         |
| Santiago      | 90.274         |
| Wanchaq       | 63.844         |
| San Sebastián | 110.298        |
| Total         | 427.974        |

- Chimbote: Chimbote, Nuevo Chimbote, Coshco.

| szkolenie      | populacji 2014 |
| -------------- | -------------- |
| Chimbote       | 216.154        |
| Nuevo Chimbote | 146.444        |
| Coishco        | 15.760         |
| Total          | 378.358        |

- Huancayo: Huancayo, El Tambo, Chilca.

| szkolenie | populacji 2014 |
| --------- | -------------- |
| Huancayo  | 116.944        |
| El Tambo  | 160.685        |
| Chilca    | 85.087         |
| Total     | 362.716        |